# Tiro a segno
Il tiro a segno è una pratica che consiste nel colpire un bersaglio con un'arma da sparo.
Costituisce anche una pratica sportiva delle olimpiadi.

## Storia
La disciplina avrebbe origini piuttosto antiche e sarebbe collegata all'addestramento militare. Esempi letterari di tiro a segno si hanno nell'Odissea, nella leggenda di Robin Hood ed in quella di Guglielmo Tell.
Una delle prime competizioni di tiro a segno fu istituita a Bolzano - dove peraltro sin dal 1488 è documentata l'esistenza di una Schützengesellschaft cittadina - su iniziativa privata di Christoph Mayr nel 1594, e la prima gara avvenne il 22 maggio dello stesso anno. Dato che lo sport piaceva molto ai tirolesi, l'imperatrice d'Austria Maria Teresa d'Asburgo, contessa del Tirolo, disciplinò tale attività sportiva.
In Italia, la prima società di tiro a segno nasce a Trieste, con il nome di Società del Bersaglio nel 1799. Altre società di tiro a segno nascono nella seconda metà dell'ottocento sulla spinta di iniziative ispirate da Giuseppe Garibaldi. In particolare, con un decreto del 1861, Vittorio Emanuele II istituiva una società allo scopo di promuovere, annualmente, uno o più tiri a segni nazionali, precisando che il primo si sarebbe dovuto tenere a Torino durante il 1862. L'inaugurazione, che si svolse presso Castello del Valentino, a Torino, ebbe luogo, tuttavia, dal 21 al 27 giugno dell'anno successivo, il 1863, con il motto "Italiani Unione è forza": erano previste sette categorie, ciascuna delle quali contrassegnate da armi e bersagli diversi. Successivamente la promulgazione della legge 2 luglio 1882, n. 883 istituì nel Regno d'Italia l'Unione Italiana Tiro a Segno.

## Sport olimpico
È sport olimpico sin dalla prima edizione dei Giochi olimpici moderni (Atene - 1896).
Le uniche due olimpiadi in cui non ci sono state gare di tiro a segno sono quelle del 1904 tenutesi a St. Louis (Stati Uniti d'America) e quelle del 1928 tenutesi ad Amsterdam.
È previsto sia l'utilizzo di armi da fuoco che ad aria compressa.

## Specialità non olimpiche

### Femminile

#### Carabina Sportiva a Terra (CST)
- Carabina calibro .22 LR
- Distanza: 50 metri
- Peso dell'arma: < 6,5 kg
- Diametro "10" sul bersaglio: 10,4 mm

| Gara     | Gara                                                         |
| Colpi    | Tempo a disposizione                                         |
| -------- | ------------------------------------------------------------ |
| 60 colpi | 1 h (su bersaglio cartaceo), 50 min su bersaglio elettronico |

### Maschile

#### Carabina Libera a Terra (CLT)
- Carabina calibro .22 LR
- Distanza: 50 metri
- Peso dell'arma: < 8 kg
- Diametro "10" sul bersaglio: 10,4 mm

| Gara     | Gara                                                           |
| Colpi    | Tempo a disposizione                                           |
| -------- | -------------------------------------------------------------- |
| 60 colpi | 1 h (su bersaglio cartaceo), 50 min (su bersaglio elettronico) |

#### Pistola Grosso Calibro (PGC)
- Pistola semiautomatica o a tamburo con calibro da 0,30 pollici a 0,38 pollici (da 7,62 mm a 9,65 mm; il munizionamento .357 Magnum non è ammesso) a percussione centrale
- Distanza: 25 metri
- Peso dell'arma: < 1,4 kg
- Diametro "10" sul bersaglio: 50 mm (precisione), 100 mm (celere)
- Peso minimo dello scatto: 1 kg

| Gara              | Gara                 | Gara                                                  |
| Ripresa           | Serie                | Tempo a disposizione                                  |
| ----------------- | -------------------- | ----------------------------------------------------- |
| Precisione (300") | sei serie da 5 colpi | 5 min per serie                                       |
| Celere (7"/3")    | sei serie da 5 colpi | 3" per colpo, dopo i quali la sagoma si chiude per 7" |

#### Pistola Standard (PS)
- Pistola semiautomatica calibro .22 LR
- Distanza: 25 metri
- Peso dell'arma: < 1,4 kg
- Dimensioni massime dell'arma: 300 × 150 × 50 mm
- Diametro "10" sul bersaglio: 50 mm
- Peso dello scatto: > 1 kg

| Gara    | Gara                     | Gara                 |
| Ripresa | Serie                    | Tempo a disposizione |
| ------- | ------------------------ | -------------------- |
| 150"    | quattro serie da 5 colpi | 150" per serie       |
| 20"     | quattro serie da 5 colpi | 20" per serie        |
| 10"     | quattro serie da 5 colpi | 10" per serie        |

#### Pistola Libera (PL)
- Pistola monocolpo calibro .22 LR
- Distanza: 50 metri
- Peso dell'arma: libero
- Peso dello scatto: libero
- Diametro "10" sul bersaglio: 50 mm

| Gara     | Gara                                                                          |
| Colpi    | Tempo a disposizione                                                          |
| -------- | ----------------------------------------------------------------------------- |
| 60 colpi | 1 h e 30 min (su bersaglio elettronico), 1 h e 45 min (su bersaglio cartaceo) |

#### Bersaglio Mobile a 10 metri (BM10)
- Carabina ad aria/gas compresso calibro 4,5 mm (0,177 pollici)
- Distanza: 10 metri
- Peso dell'arma: < 5,5 kg compreso il cannocchiale
- Bersaglio: ha due centri e si muove prima da destra verso sinistra e poi viceversa. Si tira un colpo sul centro dalla parte da cui proviene il bersaglio (dx o sx), durante il movimento dello stesso.
- Diametro bersaglio: 50,5 mm, cerchio del 10: 5,5 mm

| Gara         | Gara     | Gara                 |
| Ripresa      | Serie    | Tempo a disposizione |
| ------------ | -------- | -------------------- |
| Corse lente  | 30 colpi | 5" per colpo         |
| Corse veloci | 30 colpi | 2.5" per colpo       |

#### Bersaglio Mobile a corse Miste (BMM)
- Carabina ad aria/gas compresso calibro 4,5 mm (0,177 pollici)
- Distanza: 10 metri
- Peso dell'arma: < 5,5 kg compreso il cannocchiale
- Bersaglio: ha due centri e si muove prima da destra verso sinistra e poi viceversa. Si tira un colpo sul centro dalla parte da cui proviene il bersaglio (dx o sx), durante il movimento dello stesso.
- Diametro bersaglio: 50,5 mm, cerchio del 10: 5,5 mm

| Gara     | Gara                                                |
| Colpi    | Tempo a disposizione                                |
| -------- | --------------------------------------------------- |
| 40 colpi | 5" oppure 2.5" per colpo secondo uno schema casuale |

## Specialità olimpiche

### Femminile

#### Carabina Sportiva 3 Posizioni (CS3P)
- Carabina calibro .22 LR
- Distanza: 50 metri
- Peso dell'arma: < 8 kg
- Diametro "10" sul bersaglio: 10,4 mm
- 20 colpi in ginocchio, 20 colpi a terra, 20 colpi in piedi

| Gara     | Gara                                                                 |
| colpi    | Tempo a disposizione                                                 |
| -------- | -------------------------------------------------------------------- |
| 60 colpi | 2 h (su bersaglio cartaceo), 1 h e 30 min (su bersaglio elettronico) |

#### Carabina a 10 metri (C10)

Bersaglio ufficiale per carabina a 10 metri.

- Carabina ad aria/gas compresso calibro 4,5 mm
- Distanza: 10 metri
- Peso dell'arma: < 5,5 kg
- Diametro "10" sul bersaglio: 0,5 mm

| Gara     | Gara                                                                    |
| Colpi    | Tempo a disposizione                                                    |
| -------- | ----------------------------------------------------------------------- |
| 60 colpi | 1 h e 15 min (bersaglio elettronico), 1 h e 30 min (bersaglio cartaceo) |

#### Pistola Sportiva (PSp)
- Pistola semiautomatica calibro .22 LR
- Distanza: 25 metri
- Peso dell'arma: < 1,4 kg
- Peso dello scatto: > 1 kg
- Diametro "10" sul bersaglio: 50 mm (precisione), 100 mm (celere)

| Gara              | Gara                 | Gara                                                  |
| Ripresa           | Serie                | Tempo a disposizione                                  |
| ----------------- | -------------------- | ----------------------------------------------------- |
| Precisione (300") | sei serie da 5 colpi | 5 min per serie                                       |
| Celere (7"/3")    | sei serie da 5 colpi | 3" per colpo, dopo i quali la sagoma si chiude per 7" |

#### Pistola a 10 metri (P10)

Bersaglio per pistola a 10 metri.

- Pistola ad aria/gas compresso calibro 4,5 mm
- Distanza: 10 metri
- Peso dell'arma: < 1,5 kg
- Peso dello scatto: > 0,5 kg
- Dimensione massime dell'arma: 420 × 200 × 50 mm

| Gara     | Gara                                                                    |
| Colpi    | Tempo a disposizione                                                    |
| -------- | ----------------------------------------------------------------------- |
| 60 colpi | 1 h e 15 min (bersaglio elettronico), 1 h e 30 min (bersaglio cartaceo) |

### Maschile

#### Carabina Libera 3 Posizioni (CL3P)
- Carabina calibro .22 LR
- Distanza: 50 metri
- Peso dell'arma: < 8 kg
- Diametro "10" sul bersaglio: 10,4 mm
- 20 colpi in ginocchio, 20 colpi a terra, 20 colpi in piedi

| Gara     | Gara                                                               |
| colpi    | Tempo a disposizione                                               |
| -------- | ------------------------------------------------------------------ |
| 60 colpi | 2 h (su bersaglio cartaceo), 1 e 30 min (su bersaglio elettronico) |

#### Carabina a 10 metri (C10)
- Carabina ad aria/gas compresso calibro 4,5 mm
- Distanza: 10 metri
- Peso dell'arma: < 5,5 kg
- Diametro "10" sul bersaglio: 0,5 mm

| Gara     | Gara                                                                    |
| Colpi    | Tempo a disposizione                                                    |
| -------- | ----------------------------------------------------------------------- |
| 60 colpi | 1 h e 15 min (bersaglio elettronico), 1 h e 30 min (bersaglio cartaceo) |

#### Pistola Automatica (PA)
- Pistola semiautomatica calibro .22 LR
- Distanza: 25 metri
- Peso minimo della palla: 39 g
- Velocità minima della palla: 250 m/s
- Peso dell'arma: < 1,4 kg
- Peso dello scatto: > 1 kg
- Diametro "10" sul bersaglio: 100 mm
- Dimensione massime dell'arma: 300 × 150 × 50 mm

| Gara    | Gara                 | Gara                 |
| Ripresa | Serie                | Tempo a disposizione |
| ------- | -------------------- | -------------------- |
| 1       | sei serie da 5 colpi | 8", 6" e 4" a serie  |
| 2       | sei serie da 5 colpi | 8", 6" e 4" a serie  |

#### Pistola a 10 metri (P10)
- Pistola a aria/gas compresso calibro 4,5 mm
- Distanza: 10 metri
- Peso dell'arma: < 1,5 kg
- Peso dello scatto: > 0,5 kg
- Dimensione massime dell'arma: 420 × 200 × 50 mm

| Gara          | Gara                                                     |
| Colpi         | Tempo a disposizione                                     |
| ------------- | -------------------------------------------------------- |
| 40 o 60 colpi | 50 min (bersaglio elettronico), 1 h (bersaglio cartaceo) |

#### Carabina a 50 metri (CLT, CL3P, CST, CS3P)

Bersaglio per il tiro di carabina a 50 metri.

#### Bersaglio mobile (BM10, BMM)

Bersaglio mobile a 10 metri.

##### Tiro mirato

Bersaglio per pistola a 25 (tiro di precisione) e 50 metri.

##### Tiro rapido

Bersaglio per il tiro celere a 25 metri.

Bersagli per il tiro di Pistola Automatica a 25 metri.

## Finali
Tutte le specialità olimpiche si contraddistinguono per avere una finale (con regolamento specifico) dove si affrontano i migliori della gara di qualificazione, ma ripartendo da zero coi punteggi. Questo metodo si applica anche non solo durante le Olimpiadi ma in tutte le competizioni dove queste specialità sono previste (Coppa del Mondo, Campionati Mondiali, Campionati continentali etc).

### Finali a 10 e50m
- Ammessi: i migliori 8 risultati della gara di qualificazione
- Distanza, arma, bersaglio: quelli previsti dalla specialità
- Colpi: 10 colpi da sparare a comando del direttore di tiro, ad uno ad uno.
- Posizione: Quella prevista dalla specialità, per le gare a 3 posizioni si spara in piedi.
- Punteggio: ad ogni colpo vengono assegnati anche valori decimali a seconda di quanto si avvicinano al punto superiore: un 10 può essere 10,0 se è solo tangente alla linea del 10, oppure 10,9 (il massimo punteggio ammesso) se è esattamente in centro.
- Tempo: a seconda della specialità:
  - 3X20 e 3X40 e PL hanno 75 s per colpo
  - CLT ha 45 s per colpo
- Svolgimento: I tiratori vengono chiamati sulle linee di finale ad uno ad uno, hanno 3 min di preparazione e 5 min di colpi di prova illimitati. Il Direttore di tiro dà in sequenza i comandi per caricare e per iniziare il fuoco. Lo STOP viene dato allo scadere del tempo oppure quando tutti i tiratori hanno sparato. Vengono letti i risultati di tutti i tiratori e poi si procede col colpo successivo. Un tabellone elettronico viene aggiornato in tempo reale sui cambi di classifica al seguito di ogni colpo.

### Finali a25m
- Ammessi: i migliori sei risultati della gara di qualificazione.
- Distanza, arma, bersaglio: quelli previsti dalla specialità.
- Colpi:
  - PSp: 4 serie da 5 colpi da sparare a comando del direttore di tiro.
  - PA: 8 serie da 5 colpi da sparare a comando del direttore di tiro.
- Punteggio:
  - PSp: come nelle specialità a 10 e 50 m
  - PA: Riparte da 0(zero) con conteggio colpito(1 punto)/non colpito(0 punti) del cerchio interno corrispondente al punteggio minimo di 9,7. Viene attribuito -1 per ogni colpo non sparato dei 5 della serie.
- Tempo:
  - PSp: 4 serie in 7" / 3"
  - PA: 4 serie in 4" ed eliminazione dell'ultimo in classifica, altre 4 serie con relative eliminazioni dell'ultimo dopo ognuna.
- Svolgimento: come nelle specialità a 10 e 50 m.

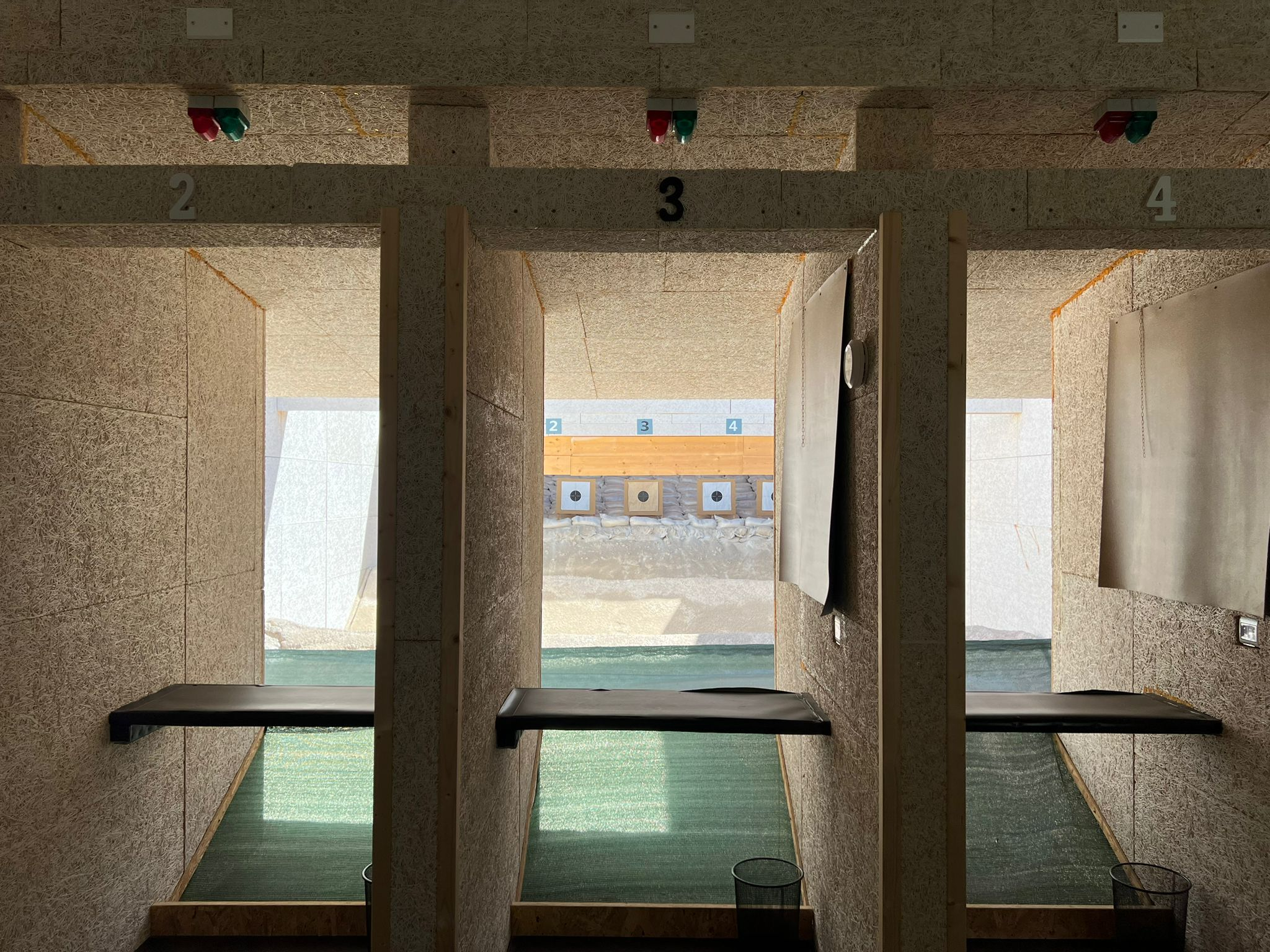
Poligono di tiro a fuoco del Tiro a Segno Nazionale di Alezio (Lecce)

## Nel mondo

### Italia
L'attività di tiro a segno è praticabile presso i poligoni di tiro presenti nelle varie sezioni dell'Unione Italiana Tiro a Segno. Presso una delle sue sedi è possibile esercitarsi in varie discipline tra cui:
- il tiro dinamico sportivo;
- il tiro con carabina a 50, 100, 200 e 300 m;
- il field target.
- Target Sprint